# James Shaw (wielrenner)
James Callum Shaw (Nottingham, 13 juni 1996) is een Engels wielrenner die anno 2022 rijdt voor EF Education-EasyPost. 

## Carrière
In maart 2014 won Shaw Kuurne-Brussel-Kuurne voor junioren door met een voorsprong van dertien seconden op zijn naaste achtervolger solo aan de finish te komen. Later dat jaar werd hij onder meer negende in de Sint-Martinusprijs Kontich en vijfde in de Keizer der Juniores. Zijn seizoen sloot hij af met een zestiende plaats op het wereldkampioenschap op de weg. Een seizoen later, zijn eerste seizoen als belofte, werd Shaw onder meer zesde op het nationale kampioenschap tijdrijden in zijn leeftijdsklasse.
In de belofteneditie van Luik-Bastenaken-Luik in 2016 wist Shaw naar de vijfde plaats te rijden. Later dat jaar werd hij derde in de Ardense Pijl, wederom zesde op het nationale kampioenschap tijdrijden voor beloften en tiende op het wegkampioenschap voor eliterenners. Met zijn ploeg, de opleidingsploeg van Lotto Soudal, werd hij begin juli nationaal kampioen ploegentijdrijden. Mede door deze prestaties kreeg hij per eind juli een stagecontract aangeboden bij Lotto Soudal. In oktober werd bekend dat Shaw een contract voor twee seizoenen had getekend.
Zijn debuut voor de Belgische formatie maakte Shaw in de Tour Down Under, waar hij in de vijfde etappe opgaf. Later dat jaar reed hij onder meer de Ronde van Romandië en het Cirtérium du Dauphiné.

## Overwinningen
2014
Kuurne-Brussel-Kuurne, Junioren

## Resultaten in voornaamste wedstrijden
| Jaar | Ronde van Italië | Ronde van Frankrijk | Ronde van Spanje |
| ---- | ---------------- | ------------------- | ---------------- |
| 2017 |                  |                     |                  |
| 2018 |                  |                     |                  |
| 2019 |                  |                     |                  |
| 2020 |                  |                     |                  |
| 2021 |                  |                     |                  |
| 2022 |                  |                     | 87e              |
| 2023 |                  | opgave              |                  |
| 2024 |                  |                     | 98e              |
| 2025 | 76e              |                     |                  |

| Jaar | Milaan-San Remo | Parijs-Roubaix | Amstel Gold Race | Luik-Bast.‑Luik | Ronde van Lombardije | Waalse Pijl | Parijs-Tours |  | WK op de weg |  | Wereldranglijsten |
| ---- | --------------- | -------------- | ---------------- | --------------- | -------------------- | ----------- | ------------ |  | ------------ |  | ----------------- |
| 2017 |                 |                |                  |                 |                      |             |              |  |              |  | 356e (UWT)        |
| 2018 |                 |                |                  |                 | opgave               |             |              |  |              |  | 352e (UWT)        |
| 2019 |                 |                |                  |                 |                      |             |              |  |              |  |                   |
| 2020 |                 |                |                  |                 |                      |             |              |  | 81e          |  |                   |
| 2021 |                 |                |                  |                 |                      |             |              |  |              |  |                   |
| 2022 | 135e            |                |                  |                 |                      |             | 35e          |  |              |  |                   |
| 2023 |                 | opgave         | 70e              |                 |                      | opgave      |              |  |              |  |                   |
| 2024 |                 |                | 72e              | 95e             | opgave               | opgave      |              |  |              |  |                   |
| 2025 |                 |                |                  |                 |                      |             |              |  |              |  |                   |

## Ploegen
- 2016 –  Lotto Soudal (stagiair vanaf 29-7)
- 2017 –  Lotto Soudal
- 2018 –  Lotto Soudal
- 2019 –  Swift Carbon Pro Cycling
- 2020 –  Riwal Securitas Cycling Team
- 2021 –  Ribble Weldtite Pro Cycling
- 2022 –  EF Education-EasyPost
- 2023 –  EF Education-EasyPost
- 2024 –  EF Education-EasyPost
- 2025 –  EF Education-EasyPost

Armée · Bak · Benoot · Boeckmans · Broeckx · De Buyst · De Bie · De Clercq · De Gendt · Debusschere · Dockx · Frison · Gallopin · Greipel · Hansen · Henderson · Ligthart · Marczyński · Monfort · Roelandts · Sieberg · Valls · Van der Sande · Vanendert · Vervaeke · Wallays · Wellens · Deltombe (stagiair) · Goolaerts (stagiair) · Shaw (stagiair)
Armée · Bak · Benoot · Boeckmans · De Bie · De Buyst · De Clercq · De Gendt · Debusschere · Frison · Gallopin · Greipel · Hansen · Hofland · Maes · Marczyński · Mertz · Monfort · Roelandts · Shaw · Sieberg · Valls · Van der Sande · Vanendert · Vervaeke · Wallays · Wellens · Wouters · Leysen (stagiair) · Planckaert (stagiair) · Van Gompel (stagiair)
Armée · Bak · Benoot · Campenaerts     · De Buyst · De Gendt · Debusschere · Frison · Greipel · Hansen · Hofland · Keukeleire · Lambrecht · Maes · Marczyński · Mertz · Monfort · Naesen · Shaw · Sieberg · Van der Sande · Vanendert · Wallays · Wellens · Wouters
Arroyave Cañas · Bettiol · Bissegger   · Caicedo · Camargo · Carr · Carthy · Cepeda (vanaf 1/8) · Chaves · Cort · Doull · Eiking · Guerreiro · Healy · Howes (tot 31/7) · Keukeleire · Kudus · Langeveld · Morton (tot 31/7) · Nakane · Padun · Piccolo (vanaf 1/8) · Powless · Quinn · Rutsch · Scully · Shaw · Steinhauser · Urán · Valgren · J. van den Berg · M. van den Berg · Wiśniowski
Amador · Bettiol · Bissegger   · Caicedo · Camargo · Carapaz · Carr · Carthy · Cepeda · Chaves · Cort · de Bod · Doull · Eiking · Healy · Honoré · Keukeleire · Kudus · Padun · Piccolo · Powless · Quinn · Rutsch · Scully · Shaw · Steinhauser · Urán · J. van den Berg · M. van den Berg · Wiśniowski · van der Lee (stagiair)
Amador · Beloki · Bettiol(tot 14/8) · Bissegger · Carapaz · Carr · Carthy · Cepeda · Chaves · Costa · de Bod · Doull · Healy · Honoré · Nerurkar · Piccolo(tot 21/6) · Powless · Quinn · Rafferty · Rootkin-Gray · Rutsch · Ryan · Shaw · Steinhauser · Sweeny · Todome · Urán · Valgren · van den Berg · van der Lee · Hlady(stagiair) · Lovidius(stagiair)